# Хайт, Наум Моисеевич
Наум Моисеевич Хайт — советский военно-морской деятель, инженерный работник, начальник научно-исследовательского химического института РККФ, инженер-флагман 3-го ранга (1935).

## Биография
Родился в еврейской семье служащих. С 1918 член РКП(б). В 1918 окончил артиллерийские курсы. С 1918 по 1919 командир взвода 1-го лёгкого артиллерийского дивизиона 3-й Советской стрелковой бригады. В 1920 помощник командира батареи 20-го артиллерийского дивизиона 3-й стрелковой дивизии, командир 2-го артиллерийского дивизиона 28-й стрелковой дивизии. В 1921 командир и военком отдельной батареи 148-й стрелковой бригады. В 1922 окончил Высшую артиллерийскую школу. В 1923 командир дивизиона 3-й артиллерийской школы. С 1925 по 1930 учился на химическом факультете Военно-технической академии им. Ф. Э. Дзержинского.
11 февраля 1932 становится начальником научно-технической лаборатории Научно-технического комплекса ВМС РККА. С 1 октября 1932 начальник научно-исследовательского химического института ВМС РККА. С конца 1937 являлся начальником отдела химического оружия Главного военного порта Черноморского флота.

### Репрессии
Уволен по статье 44-в (арест). Покончил с собой во время следствия.

### Звания
- Инженер-флагман 3-го ранга (26 ноября 1935).[4][5]